# Waldemar Pfeiffer
Waldemar Pfeiffer (ur. 1938) – profesor zwyczajny nauk filologicznych, pracownik naukowy Uniwersytetu im. Adama Mickiewicza w Poznaniu.

## Życiorys
W 1966 r. ukończył filologię germańską na Uniwersytecie im. Adama Mickiewicza w Poznaniu. W 1970 r. obronił pracę doktorską pod kierunkiem prof. dr. hab. Ludwika Zabrockiego, zatytułowaną: Restriktive Satzstrukturen im konventionellen und programmierten Fremdsprachenunterricht (pol. Restryktywne struktury zdaniowe w konwencjonalnym i programowanym nauczaniu języków obcych). W 1984 uzyskał tytuł profesora nauk humanistycznych. Promotor 9 prac doktorskich, recenzent 10 prac doktorskich i habilitacyjnych.
Wiceprzewodniczący Stowarzyszenia Germanistów Polskich. Od 1989 do 1998 r. przewodniczący Societas Humboldtiana Polonorum. Od 1991 do 1995 r. pełnomocnik Ministra Edukacji Narodowej ds. Europejskiego Uniwersytetu Viadrina we Frankfurcie nad Odrą i Collegium Polonicum w Słubicach.
Współpracuje z Polskim Stowarzyszeniem Nauczycieli Języka Niemieckiego (PSNJN). Autor ponad 150 publikacji, w tym wielu książek dotyczących nauki języków obcych. W 2005 nagrodzony tytułem Honorowy Obywatel Słubic.
W 2019 r. otrzymał Medal 100-lecia Uniwersytetu Poznańskiego.